# Édouard Cunitz
Pour les articles homonymes, voir Cunitz.
Édouard Cunitz, né à Strasbourg le 29 août 1812 et mort dans la même ville le 16 juin 1886, est un théologien luthérien alsacien, professeur au Séminaire protestant et à la Faculté de théologie de Strasbourg.

## Biographie
Le 25 novembre 1840, il soutient à la Faculté de théologie de Strasbourg une thèse dirigée par l'historien André Jung et intitulée Considérations historiques sur le développement du droit ecclésiastique protestant en France.

## Œuvres
- Histoire critique de l'interprétation du Cantique des Cantiques, 1834
- Considérations historiques sur le développement du droit ecclésiastique, 1840
- (de) Historische Darstellung der Kirchenzucht unter den Protestanten, 1843
- (de) Die Amtsbefugnisse der Consistorien in den protestantischen Kirchen Frankreichs. Eine kirchenrechtliche Erœrterung (en coll. avec E. Reuss et L. Heydenreich), 1847
- (de) Gravamina : [Motto] : Sie sind nur diener ... nicht aber Herrn der Kirchene : Luther von den Menschensatzungen 1530, 1852 ?
- (de) Der Gravaminist noch einmal, 1853 ?